# Mount Stewart (ort)
Mount Stewart är en ort i Kanada.   Den ligger i provinsen Prince Edward Island, i den östra delen av landet, 1 000 km öster om huvudstaden Ottawa. Mount Stewart ligger 1 meter över havet och antalet invånare är 225.
Terrängen runt Mount Stewart är huvudsakligen platt. Mount Stewart ligger nere i en dal. Runt Mount Stewart är det ganska glesbefolkat, med 25 invånare per kvadratkilometer.. Närmaste större samhälle är Morell, 13,9 km öster om Mount Stewart. 
Omgivningarna runt Mount Stewart är en mosaik av jordbruksmark och naturlig växtlighet.